# Mimus macdonaldi
Mimus macdonaldi е вид птица от семейство Mimidae. Видът е световно застрашен, със статут Уязвим.

## Разпространение
Видът е разпространен в Еквадор.